# Monastero di Lispida
Il Monastero di Santa Maria di Lispida era un complesso religioso che sorgeva nelle immediate vicinanze della località Monticelli, nel comune di Monselice, all'interno del Parco Regionale dei Colli Euganei.
Dell'antico complesso rimangono solo alcune murature inglobate nella torre posta vicina all'edificio principale. Conosciuto anche come Villa Italia per aver ospitato il quartier generale del re Vittorio Emanuele III durante le ultime fasi della Grande Guerra, oggi è denominato Castello di Lispida ed è conosciuto per la sua vocazione vitivinicola, oltre a offrire spazi per la ricettività turistica, eventi e feste.

## Storia

### La prima fase

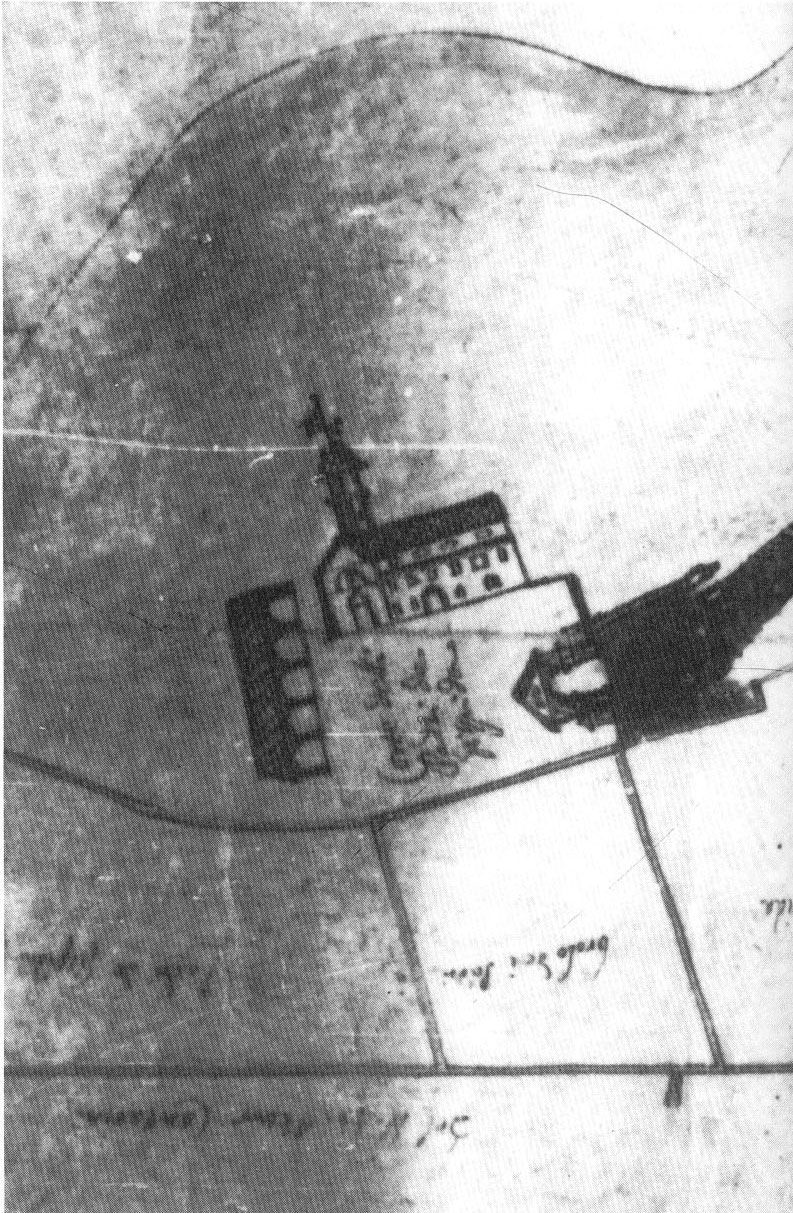
Monastero di Santa Maria di Lispida, 1653

Il monastero di Santa Maria di Lispida (nella documentazione medievale detto di "Ispida") ha avuto una lunga e articolata storia durata sei secoli, durante i quali si sono susseguiti diverse comunità religiose.
La scarsità di documentazione scritta non permette di individuare con certezza la data e le circostanze della sua fondazione; tuttavia, è possibile far risalire la presenza dei canonici di Sant'Agostino a Lispida fin dall'inizio del XII secolo quando il vescovo Sinibaldo fece insediare l'ordine dei regolari in molte diocesi di Padova, contribuendo così alla sua diffusione e rinascita.
La prima testimonianza documentaria è una bolla di papa Eugenio III, datata 15 giugno 1150 e indirizzata al priore Marco e ai suoi frati "ecclesie sancte Marie de Ispida", un gruppo di canonici regolari che faceva vita comune secondo il regolamento monastico diffuso fra il clero nel XII secolo. La bolla poneva il luogo sotto la speciale protezione della Santa Sede, confermava l'osservanza della regola Agostiniana e il controllo di tutti i beni di cui disponevano, includendo possedimenti della loro chiesa, ma anche donazioni, largizioni o concessioni ricevute. Il papa, inoltre, concesse loro dieci appezzamenti di terra situati sul monte Lispida (di proprietà della Curia romana) in cambio di un solo bisanzio l'anno. 
A causa della seconda discesa in Italia di Federico Barbarossa, il priore di Lispida si rifugiò nel monastero di San Zaccaria a Venezia, dove fu accolto e ospitato dalla badessa Giseldura, probabilmente nell'anno 1160 (dal momento che il ritorno a Lispida avviene verso il 1164). Un documento datato 1170 riguardante una lite scaturita tra i due sul possedimento di alcuni beni che la badessa considerava come un risarcimento per le spese sostenute dal monastero, consente di affermare che il priore fu rettore di Lispida per un ventennio circa. 
Nella documentazione successiva il monastero viene menzionato in occasione del censo annuale del 1192 e nel testamento di Almerico canonico della cattedrale di Padova del 14 aprile 1197, con il quale egli lasciava dieci soldi a un eremita di Lispida. Risultano importanti ai fini della ricostruzione della storia del monastero una lettera di papa Onorio III risalente al 1225 e due bolle papali del 1226 e del 1227. Con la prima il pontefice metteva sotto la propria protezione la comunità, il monastero e tutti i beni appartenuti ai religiosi, compreso il monte di Lispida (il quale, evidentemente, da pertinenza della Santa Sede passò a essere proprietà del comune di Monselice). Con la bolla papale del 18 marzo 1226, Onorio III avanzava l'eventualità di unire Santa Maria di Lispida con Santa Maria delle Carceri, al fine di fronteggiare il gravoso stato di povertà in cui versava il complesso. Fu con la successiva bolla del 10 maggio 1227, emanata da papa Gregorio IX, che il priore delle Carceri ricevette l'ordine di riformare il monastero di Lispida. In quello stesso mese, papa Gregorio IX chiese ufficialmente al podestà di Padova e all'arciprete di San Giovanni di Valle Veronese di porre fine alle ingiustizie perpetrate nei confronti di "fratres et sorores" di Lispida da parte di alcuni cittadini di Padova e della diocesi di Padova, colpevoli di sfruttare le risorse presenti sul monte (pietra e legname) provocando danni alla piccola comunità. La presenza di una doppia comunità viene confermata anche da un documento papale del 13 aprile 1230 e nel testamento di Buffono de Bertoloto del 9 agosto 1238 col quale lasciava quaranta soldi alle sorelle di Lispida.
Nonostante le disposizioni papali, l'unione con Santa Maria delle Carceri non avvenne e il monastero venne riformato con l'insediamento di una nuova comunità femminile professante la regola benedettina. Il cambio di osservanza viene testimoniato dalla copia della bolla papale di Urbano IV del 28 settembre 1261, conservato nell'Archivio di Stato di Padova che confermava, inoltre, i privilegi istituiti con la bolla papale di Eugenio III del 1150 ed era indirizzata alla badessa e alle monache del monastero di Lispida. Nella bolla viene riportato che, in seguito alla morte di frati e suore osservanti la regola agostiniana, la riforma del monastero di Lispida era stata compiuta da frate Giordano Forzatè, priore di S. Benedetto, e dal ministro dei frati minori. L'intervento avviene evidentemente prima del 1237, anno in cui frate Giordano venne esiliato fino alla morte da Ezzelino da Romano. Del periodo ezzeliniano (1237-1256) sono presenti pochissime tracce: oltre al già citato lascito del 1238, anche il pagamento da parte del monastero della decima su circa 25 campi alla pieve di Monselice, risalente alla metà del secolo. Dopo la liberazione di Padova dal regime ezzeliniano, il monastero ritorna alla piena funzionalità e regolarità come attestano le due lettere di Urbano IV inviate l'11 maggio del 1264 per l'elezione della badessa dello stesso monastero, scelta ricaduta nella loro compagna Cunizza. Dalla lettera si evince che le monache dimoranti nel monastero di Lispida fossero solo quattro: la priora Rondine, Maria, Diambra e la badessa Cunizza. Le monache potevano però contare sull'appoggio dei frati presenti nel monastero e, in particolare, sul sindaco per i rapporti con l'esterno, eletto fra questi. Tale frate Pelegrino de Ispida, infatti, risulta come testimone in un atto di compravendita risalente al 1287 e tale frate Antonio come rappresentante del monastero nel 1293 in una causa contro la pieve di Santa Giustina di Monselice. A questo periodo risalgono alcuni lasciti provenienti dai devoti: dieci soldi al monastero da Domenichino, che abitava nella contrada del Mulinello di Codalunga, e venti soldi alla monaca Madonnina da Gisla moglie di Scarabello nel 1292.
Nel corso degli anni il patrimonio del monastero si arricchisce di nuovi possedimenti: ai terreni già in possesso ai canonici agostiniani, si aggiunsero quelli portati in dote dalle nuove monache e siti nelle contrade di Pozzonuovo, S. Cosma e Savellone. Inoltre, gli appezzamenti situati sul monte Lispida, per i quali il monastero pagava la decima, nel Catastico di Ezzelino non presentano confini di territorialità.
Per quanto riguarda le attività condotta dalle monache all'interno del monastero si possono citare due testimonianze documentarie risalenti alla fine del XIII secolo: una bolla del 25 febbraio 1280 di Nicolò III con la quale risolveva una controversia nata tra le monache e l'arciprete e il capitolo di San Martino di Monselice relativa a certe decime e beni sottoposti a interventi di bonifica; e la bolla del 5 maggio 1283 di Martino IV che autorizzava le monache di fare gli uffici divini e ascoltare la messa a porte chiuse anche in tempo di interdetto. 

### Il Trecento
Il XIV secolo fu un periodo di decadenza della vita religiosa e i monasteri subirono anche i danni della guerra veneto-scaligera, come nel caso di Santa Maria Mater Domini di Pernumia distrutto tra il 1337 e il 1338. Delle cinque monache rimaste nel 1340, tre furono accolte dalle Convertite di Padova, una dal monastero di San Benedetto e l'ultima, Altadona, trovò rifugio in Santa Maria di Lispida.
Risale al 1393 la lista completa dei beni costituenti il patrimonio terriero del monastero: a questo appartenevano ben 190 campi, il cui nucleo più importante era costituito dal monte Lispida (100 campi), seguito da 60 campi nel territorio di Pernumia e 29 in quello di Monselice. Sulla Riviera, nella frazione di Rivella, il complesso religioso possedeva una ruota di mulino e una parte di "posta" ricevuta dalle monache di Santa Maria di Betlemme di Padova; altri possedimenti con case sono registrati a Lispida e Pernumia. Era quest'ultima la zona con il maggior numero di terreni coltivati e quella più attrezzata, in cui si trovavano una casa in legno recintata da muro e un forno di pietra. Qui le colture prevalenti erano il seminativo e il prato, ma si trovavano anche piantagioni di alberi e vigneti. Sul monte Lispida vi erano per lo più vigne e olivi, mentre a Monselice predominava la palude, così come nelle terre basse di Lispida, anche se in misura minore. Le monache erano anche proprietarie del laghetto di Lispida alla base del monte, tuttora esistente. Sembra che fossero a conduzione diretta delle monache (almeno nel XIV secolo) i soli terreni di Lispida, che rappresentavano la prima fonte di sussistenza delle stesse, mentre i terreni di Rivella, Pernumia e Monselice, il lago e forse anche il mulino erano sottoposti a contratti di affitto. Nella lista non si fa riferimento ad alcun tipo di sfruttamento delle cave di Lispida da parte delle monache; tuttavia, in seguito alla rimostranza di Gregorio IX nei confronti del podestà e del comune di Padova attraverso la bolla papale del 1232 per i danni causati alla comunità di Lispida con le estrazioni di pietra dal monte, venne siglato un accordo tra la città e il monastero, in base al quale il monte e la chiesa dovevano essere conservati, difesi e posti sotto la tutela del comune. La scarsità della documentazione non ci permette di aggiungere altre notizie relative al monastero nel corso del secolo.

### Il Quattrocento
Sotto il governo di Antonia da Piove si concluse forzatamente la permanenza della comunità benedettina in questo luogo. Fu a causa della condotta di questa suora, considerata deplorevole e scandalosa nei costumi, colpevole di non osservare le regole e di ospitare liberamente persone equivoche che il vescovo di Padova, attraverso il suo vicario Antonio Zeno, provvide all'espulsione delle monache. La cattiva condotta, l'immoralità, la carenza dei mezzi di sostentamento e l'eccessivo isolamento del monastero furono le cause ufficiali dei provvedimenti adottati nei confronti della comunità femminile. Il Quattrocento, infatti, fu caratterizzato da numerosi interventi di riordino della vita religiosa all'interno di molti cenobi, ma fu soprattutto il periodo in cui Venezia, dopo la caduta dei Carraresi, cominciò a esercitare un controllo sempre più incalzante sulla società padovana. Spesso questi provvedimenti venivano visti come atti di ingerenza nella vita all'interno del monastero, ragione per cui provocavano una forte resistenza da parte delle comunità colpite.
Infatti, noncuranti del provvedimento, le religiose decisero di rimanere ugualmente nel monastero; fu così che il 12 ottobre 1436 papa Eugenio IV incaricò l'abate di Santa Giustina, Ludovico Barbo, a dare attuazione definitiva al decreto di espulsione e a procedere con l'unione del monastero a San Giovanni Decollato (proprietà dei canonici di San Giorgio in Alga, antico priorato benedettino).
Ma fu un'unione poco duratura, poiché il 5 luglio 1438 papa Eugenio IV staccò Santa Maria di Lispida da San Giovanni Decollato e lo unì ai canonici di San Giacomo di Monselice (altro cenobio di proprietà dei canonici di San Giorgio in Alga), i quali successivamente vi rinunciarono perché lo ritennero malsano a causa delle acque stagnanti che lo circondavano e perché situato in una posizione poco comoda. Nel 1443 il papa lo cedette agli Eremiti di fra Pietro da Pisa, detti anche Gerolamini. I loro primi anni a Lispida furono travagliati, caratterizzati da molte controversie, tanto da spingere i Gerolamini a cedere il monastero e la chiesa ai Certosini nel 1468; ma successivamente gli Eremiti si pentirono di aver ceduto il luogo e cercarono di annullare la decisione presa. Iniziò così una controversia lunga vent'anni che si concluse solamente nel 1485 con la sentenza definitiva a favore degli Eremiti; la trascurata conduzione dei certosini ebbe effetti disastrosi per il monastero, già messo alla prova dalle precedenti liti. Sul finire del XV secolo, il complesso religioso versava in pessime condizioni, ma pian piano il nuovo governo riparò i danni causati dalla lunga lite, ricostruì il monastero e rivitalizzò la comunità dimorante. Cominciò allora il periodo più prospero per il monastero, che perdurò nei due secoli successivi.

### Dall'età moderna al XX secolo

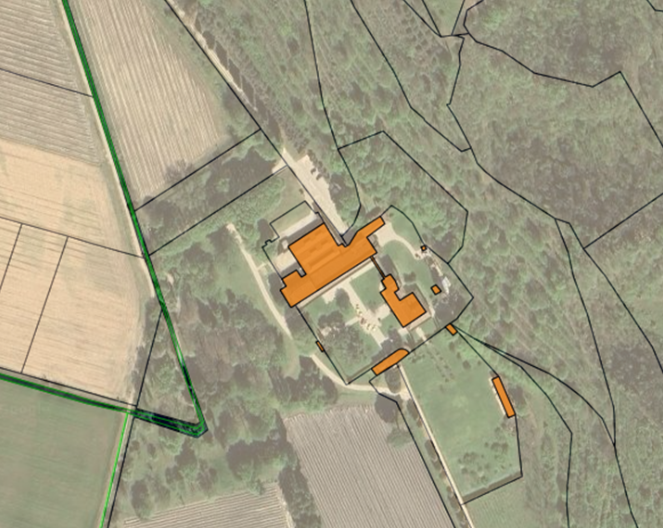
Mappa catastale del complesso di Lispida

I secoli XVI e XVII videro un monastero fiorente e attivo, tanto che ospitò più volte i capitoli generali dell'ordine. Furono gli anni dei grandi interventi di riassetto: nel 1523 la chiesa venne ricostruita, la torre campanaria sopraelevata e gli ambienti ecclesiastici ampliati notevolmente (la sala capitolare poteva ospitare più di 100 religiosi); numerose le opere pittoriche e le reliquie presenti, che impreziosivano e arricchivano il monastero, facendogli acquisire maggiore prestigio. Anche il patrimonio fondiario venne ampliato, con l'aggiunta di oltre 300 campi, l'area paludosa che circondava il monastero fu sottoposta a interventi di bonifica e iniziò il costante sfruttamento delle cave, le cui pietre furono impiegate, nel corso del secolo, nella costruzione della cinta muraria patavina e della grande basilica di Santa Giustina.
Il monastero fu soppresso definitivamente nel 1780 e successivamente fu acquistato dalla ricca famiglia Corinaldi che si adoperò per la sua ristrutturazione dando così forma all'attuale villa e trasformandola in un'importante azienda agricola vitivinicola. Negli ultimi anni della prima guerra mondiale, la villa ospitò re Vittorio Emanuele III e per questo fu in seguito conosciuta come Villa Italia. A partire dagli anni cinquanta riprese l'attività enologica e oggi il Castello di Lispida è diventato anche struttura ricettiva e location per eventi e matrimoni.

## Descrizione
Degli edifici antichi è documentato un nucleo duecentesco e un ampliamento seicentesco; in seguito al recupero del luogo e dopo numerosi rimaneggiamenti oggi il complesso è costituito dalla villa (edificio principale), gli annessi rustici, un ampio parco e dai terreni dell'azienda agricola.
La villa ha pianta rettangolare e si dispone su due piani: al piano terra troviamo un bugnato rustico in cui si inseriscono delle aperture a tutto sesto, i portali e le bifore con oculo all'imposta. In corrispondenza di queste sono impostate al piano superiore delle ulteriori bifore a sesto acuto, il tutto coronato da merlature ghibelline sostenute da archetti ciechi. Il complesso presenta due torri adiacenti al corpo di fabbrica principale, entrambe a pianta quadrata: una ha angoli smussati che la rendono ottagona nella parte sommitale, mentre sull'altra sono addossati gli annessi rustici. Infine, l'adiacenza ortogonale, sempre a due piani, presenta un segmento loggiato a doppio fornice. Il complesso è costituito da portali turriti e terrazzamenti del terreno che contribuiscono a suggerire l'idea di castello come tipologia architettonica.

## Cave e "priare" del monte Lispida
Strettamente legate alla storia del monastero di Santa Maria di Lispida sono le vicende del monte Lispida e delle sue cave. Il monte, che si intravede sulla destra percorrendo la strada da Padova a Monselice, poco oltre il centro di Battaglia, ha sempre ricoperto un importante ruolo economico nella vita del monastero; la comunità religiosa ricavava infatti sostanziosi proventi dal territorio circostante. In epoca medievale a sud del monte era presente un lago posto sotto il controllo dell'ordine religioso che i monaci sfruttavano per la pesca, affittandone inoltre la concessione ai locali. Le zone umide erano inoltre sfruttate per la coltivazione della "pavera", o canna lacustre, utilizzata per la realizzazione di stuoie. Lungo le pendici del monte si coltivavano anche la vite, l'olivo e innumerevoli altri alberi da frutto. I boschi, alternati ai prati, fornivano legname, foraggio per il bestiame e costituivano una discreta riserva di caccia.
Tuttavia, la risorsa di maggior ricchezza e quella per la quale il monastero godeva di particolare rilievo era la pietra. Il monte Lispida infatti ospita dei giacimenti di trachite da taglio e in pezzame, estratta da cave coltivate lungo i versanti del colle. La qualità dei giacimenti di trachite del monte deriva dal fatto che è l'unico tra i Colli Euganei, oltre a Montemerlo e alla Rocca di Monselice, a presentare sia la trachite da taglio, che si presenta in blocchi integri, compatti e di dimensioni lavorabili, sia a pezzatura di medie e piccole dimensioni, originata dalla fratturazione dei blocchi di pietra. Alcuni studiosi individuano l'attivazione delle cave del monte già in epoca romana, ma il periodo di massimo sfruttamento e di più ampia diffusione della sua pietra è riconducibile ai secoli XV e XVI. I documenti che riguardano le cave del monte Lispida delle prime fasi del monastero sono piuttosto scarsi: è attestata la presenza di un'attività estrattiva tra l'XI e il XII secolo, sono presenti gli appelli redatti dai monaci e indirizzati al pontefice Gregorio IX, nei quali si chiedeva di porre fine ai soprusi perpetuati dalle autorità di Padova nei confronti dei monaci per il possesso delle cave e sappiamo che la disputa tra autorità religiose e laiche per affermare chi dovesse avere il controllo del monte Lispida è una costante per tutta la sua storia.
A partire dal Quattrocento la documentazione si fa più ricca: dalla metà del secolo risultano attive sette cave, situate sui versanti occidentale e meridionale, mentre dalla fine del Cinquecento, a seguito dell'attivazione delle cosiddette "valli di Monselice" il loro numero scenderà. Tre "priare" si trovavano lungo la strada che da sud, conteggiando il monte, saliva verso il monastero, una era prossima a una via d'acqua, utilissima per il trasporto della pietra estratta, un'altra denominata "Priara Magna", e due adiacenti al monastero e alla chiesetta. Le fonti ci informano che su queste ultime due cave il monastero esercitava un controllo più diretto, in modo che l'attività estrattiva non influisse e disturbasse le regolari attività svolte all'interno del cenobio.
Le pietre estratte erano prevalentemente di due tipi: massi informi di notevole peso utilizzati dai veneziani per la realizzazione di difese a mare e di murazzi (dal Quattrocento la Serenissima inizia a sfruttare a pieno regime le cave di Lispida, la cui pietra è affiancata al calcare d'Istria nella realizzazione di opere a mare) o pietra estratta di maggiore pregio soggette ad attività di sgrezzatura, sbozzatura, e squadratura eseguite in cava e successivamente utilizzata per costruzioni, pavimentazioni e ornamenti. Dal Cinquecento all'estrazione della trachite inizia ad affiancarsi anche l'estrazione del calcare, utilizzato soprattutto come materia prima per la produzione di calce necessaria per l'edilizia locale e anche per Padova. Alle cave lavoravano i "maestri priaroli" o "lapicide", a cui si affiancavano lavoratori meno qualificati e bassa manodopera che provenivano generalmente dai paesi limitrofi. I lavoratori vivevano in poveri ripari nelle zone adiacenti alle cave e il necessario alla sussistenza era fornito loro dai monaci del convento. Era sottoposto a controllo il numero di animali che i cavatori potevano possedere ed era loro vietato vivere con una donna; il monastero aveva facoltà di chiedere delle prestazioni di opera gratuite qualora ce ne fosse necessità e di vietare la raccolta di legna nei boschi di pertinenza del monastero. Tutto questo è sintomo della forte autorità che il monastero esercitava sui cavatori di pietra e, in generale, del controllo su tutte le attività che avvenivano sul monte Lispida.
La documentazione scritta relativa alle tecniche di estrazione della trachite e all'attrezzatura utilizzata è piuttosto numerosa, dato che il monastero mirava a un alto controllo della produzione, auspicabilmente ottenibile con la minor spesa possibile. La pietra veniva estratta utilizzando sia la tecnica del taglio dall'alto, e successivo distacco tramite mazza e cunei, sia la tecnica del franamento, operata con picconi e grosse leve. Il materiale veniva sbozzato e preliminarmente lavorato già in cava da degli scalpellini; l'attrezzatura necessaria apparteneva ai lavoratori (solo in rari casi è attestato appartenesse al monastero) e i piazzali prospicienti le zone di estrazione e lavorazione della pietra non andavano modificati in alcun modo e dovevano rimanere puliti e sgomberi da tutti gli scarti di lavorazione.
La gestione dell'attività di cava da parte dei monaci è stata per gran parte della sua storia una gestione diretta: il cenobio affidava a un maestro priarolo in concessione, tramite un contratto, la gestione di una cava, mentre il prezzo e la vendita della trachite spettava al priore o a colui che designava per quell'incarico. Con il subentro dei monaci Gerolamini nel monastero, la gestione del monte diventò indiretta: essi appaltarono le cave a un qualche imprenditore che gestiva in completa autonomia il lavoro e la vendita del materiale. I gestori della cave si rivelarono essere esponenti dell'élite cittadina padovana e veneziana che, in questo modo, potevano espandere la loro rete di affari e di interessi verso l'entroterra e le zone rurali. Le ingerenze dei privati imprenditori, con il passare dei decenni e poi dei secoli, si fecero sempre più pesanti, tanto che i documenti riportano una serie di lamentele da parte dei religiosi che dureranno fino alla soppressione del monastero di Santa Maria di Lispida.
Una parte importante della storia delle cave del monte Lispida riguarda il loro rapporto con la Repubblica di Venezia. Un documento di metà Quattrocento attesta la stipula di un accordo tra i funzionari addetti alla gestione e alla realizzazione delle difese a mare della Laguna, i gestori della cave del monte Lispida e il priore del monastero, fatto che aveva reso la Serenissima il maggiore acquirente della trachite proveniente da queste cave. Gli accordi, che imponevano il divieto della vendita a privati della pietra destinata a Venezia (le cave erano quindi fondamentali per la città e per la strategia militare veneziana), furono il tentativo da parte della Serenissima di instaurare una sorta di monopolio. I contratti regolavano anche la navigazione lungo i canali che portavano alle cave, in modo che le operazioni di trasporto fossero il più agevoli possibile.
Una delle fortune delle cave del monte Lispida risiede nel fatto che esse si trovavano nelle vicinanze della fitta rete di canali che permettevano un rapido collegamento con tutti i centri urbani maggiori e con il mare. Le pietre, una volta estratte, venivano trasportate con dei carri fino a un canale denominato "canal de Arqua", che scorreva lambendo le pendici meridionali del monte. Le "pietre da lido" erano portate fino in località Pizzon, a est di Battaglia, dove venivano trasbordate su imbarcazioni più grandi e fatte viaggiare fino alla laguna di Venezia. Questo tratto venne interrato, con forti conseguenze per il trasporto della pietra, nel 1562, a seguito del "retratto di Monselice", ovvero un'ampia bonifica della zona, che impose un importante riassetto idraulico della zona.